# Fill Us with Fire
„Fill Us with Fire” – trzeci singel brytyjskiego duetu Erasure z czternastego albumu studyjnego Tomorrow’s World. Natomiast w Niemczech singlem promującym album jest utwór „A Whole Lotta Love Run Riot”. 

## Lista utworów
1. Fill Us with Fire (Single Mix) – 3:17
2. Shot to the Heart – 3:17
3. Fill Us with Fire („Fired Up” Mix by Gareth Jones) – 7:22
4. A Whole Lotta Love Run Riot (Wayne G & Andy Allder Atlantis Anthem) - 7:28
5. Fill Us with Fire (JRMX Club) - 7:23
6. A Whole Lotta Love Run Riot (XOQ Remix) - 5:47
7. Fill Us with Fire (Liam Keegan Remix) - 6:08
8. Be with You (Yiannis Unruly Mix) - 7:35

## Wydanie niemieckie
1. A Whole Lotta Love Run Riot - 3:47
2. Shot to the Heart” – 3:17
3. Fill Us with Fire” („Fired Up” Mix by Gareth Jones) – 7:22
4. A Whole Lotta Love Run Riot” (Wayne G & Andy Allder Atlantis Anthem) - 7:28
5. Fill Us with Fire” (JRMX Club) - 7:23
6. A Whole Lotta Love Run Riot” (XOQ Remix) - 5:47
7. Fill Us with Fire” (Liam Keegan Remix) - 6:08
8. Be with You” (Yiannis Unruly Mix) - 7:35